# Thamnophilidae
I Tamnofilidi (Thamnophilidae Swainson, 1824) sono una famiglia di uccelli appartenente all'ordine dei Passeriformi, diffusi nella fascia tropicale e subtropicale di America centrale e Sud America.

## Biologia

### Alimentazione

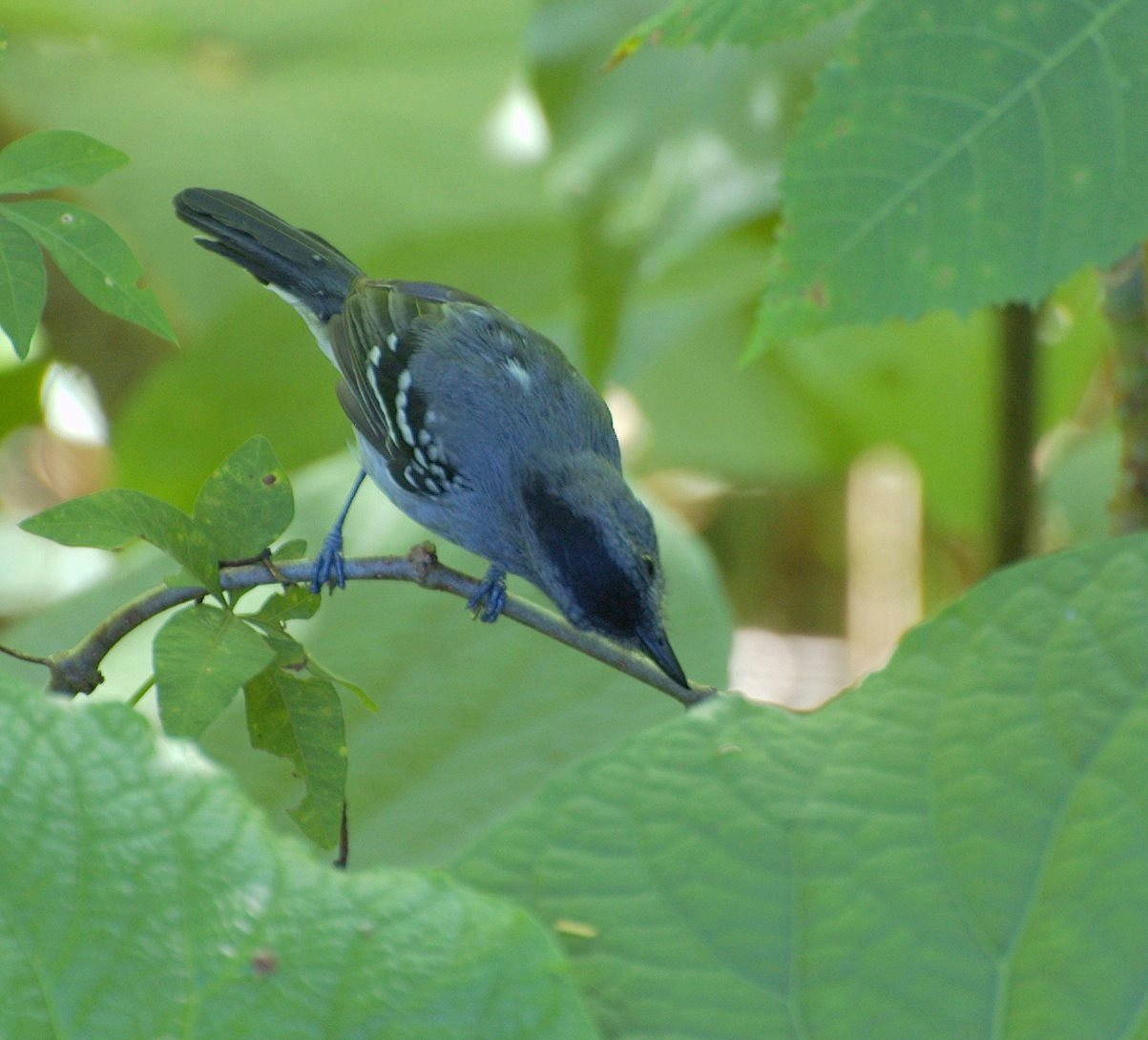
Una averla formichiera variabile (Thamnophilus caerulescens) a caccia di insetti tra le foglie

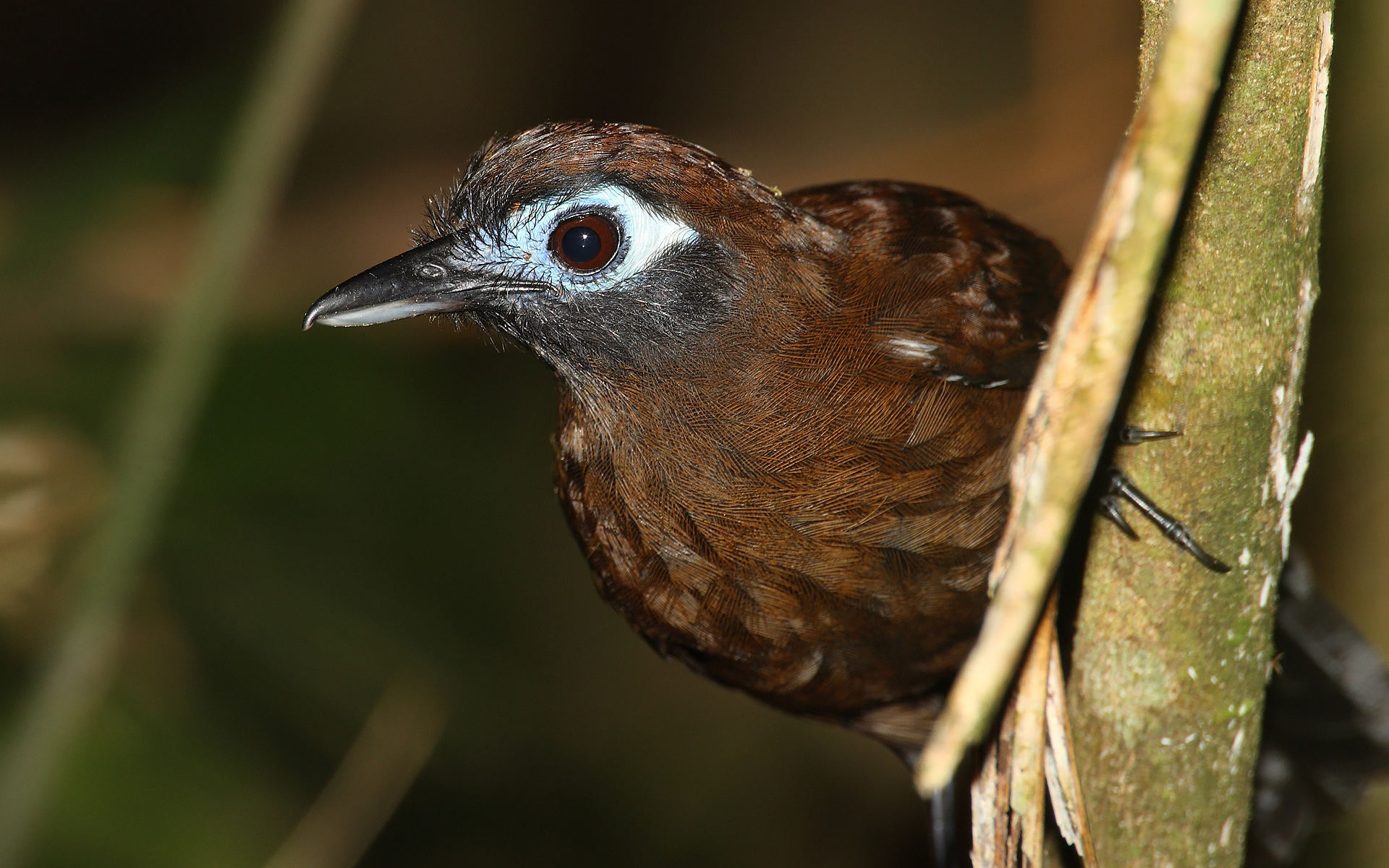
Al contrario di quanto possa fare pensare il suo nome comune, il mangiaformiche immacolato (Myrmeciza immaculata) non si nutre di formiche, ma segue il cammino degli sciami delle formiche legionarie per approfittare del brulichio di piccoli artropodi messi in fuga dallo sciame stesso.

Questi uccelli hanno una dieta prevalentemente insettivora, che include ortotteri, blatte, mantidi, insetti stecco, larve di lepidotteri ed altri piccoli artropodi quali ragni, scorpioni e centopiedi. Le specie di maggiore taglia possono predare anche piccole rane e lucertole, ma generalmente i vertebrati non costituiscono parte importante della dieta. Altre fonti di nutrimento possono occasionalmente includere frutta, uova e lumache.
La maggior parte delle specie sono arboricole e foraggiano nel sottobosco, ma alcune si trovano anche nella canopia. Qualche specie, come per esempio il formicario alifasciate (Myrmornis torquata), cerca le sue prede al suolo, frugando con il lungo becco nella lettiera della foresta.
Gli sciami delle formiche legionarie (Dorilinae), sono una importante risorsa per alcune specie di tamnofilidi; a questo si deve il nome comune ant-birds ("uccelli delle formiche") che gli autori anglosassoni utilizzano per indicare questi uccelli.
Contrariamente a quanto ritenuto in passato, queste specie non si nutrono di formiche, ma sfruttano opportunisticamente le abitudini migratorie delle formiche legionarie. È noto infatti che alcune di esse, quali p.es Labidus praedator e Eciton burchellii, formano colonie di diverse centinaia di migliaia di esemplari adulti, che alternano lunghi periodi di migrazione a fasi in cui risiedono in nidi temporanei; nel corso delle migrazioni predano ogni piccolo invertebrato che incontrino sul loro cammino; il loro passaggio causa un fuggi-fuggi di ogni genere di artropodi, di cui approfittano varie specie di uccelli, tra cui appunto diversi tamnofilidi.
Si è a lungo pensato che il rapporto tra uccelli e formiche fosse di tipo mutualistico, ma evidenze sperimentali hanno in realtà dimostrato che la presenza degli uccelli riduce di oltre il 30% la raccolta di prede da parte delle formiche, suggerendo così che si tratti in realtà di una relazione di tipo parassitico, che penalizza le formiche.
L'accompagnarsi alle formiche incrementa notevolmente la efficacia del foraggiamento degli uccelli: in uno studio condotto sul mangiaformiche maculato (Hylophylax naevioides) si è visto che il numero di prede catturate in prossimità degli sciami è 3 volte superiore a quello raggiungibile in loro assenza. Alcune specie, come p.es. il pigliaformiche bicolore (Gymnopithys leucaspis) sono ant-followers obbligate, ricavando la maggior parte della loro dieta dall'attività degli sciami.

## Tassonomia

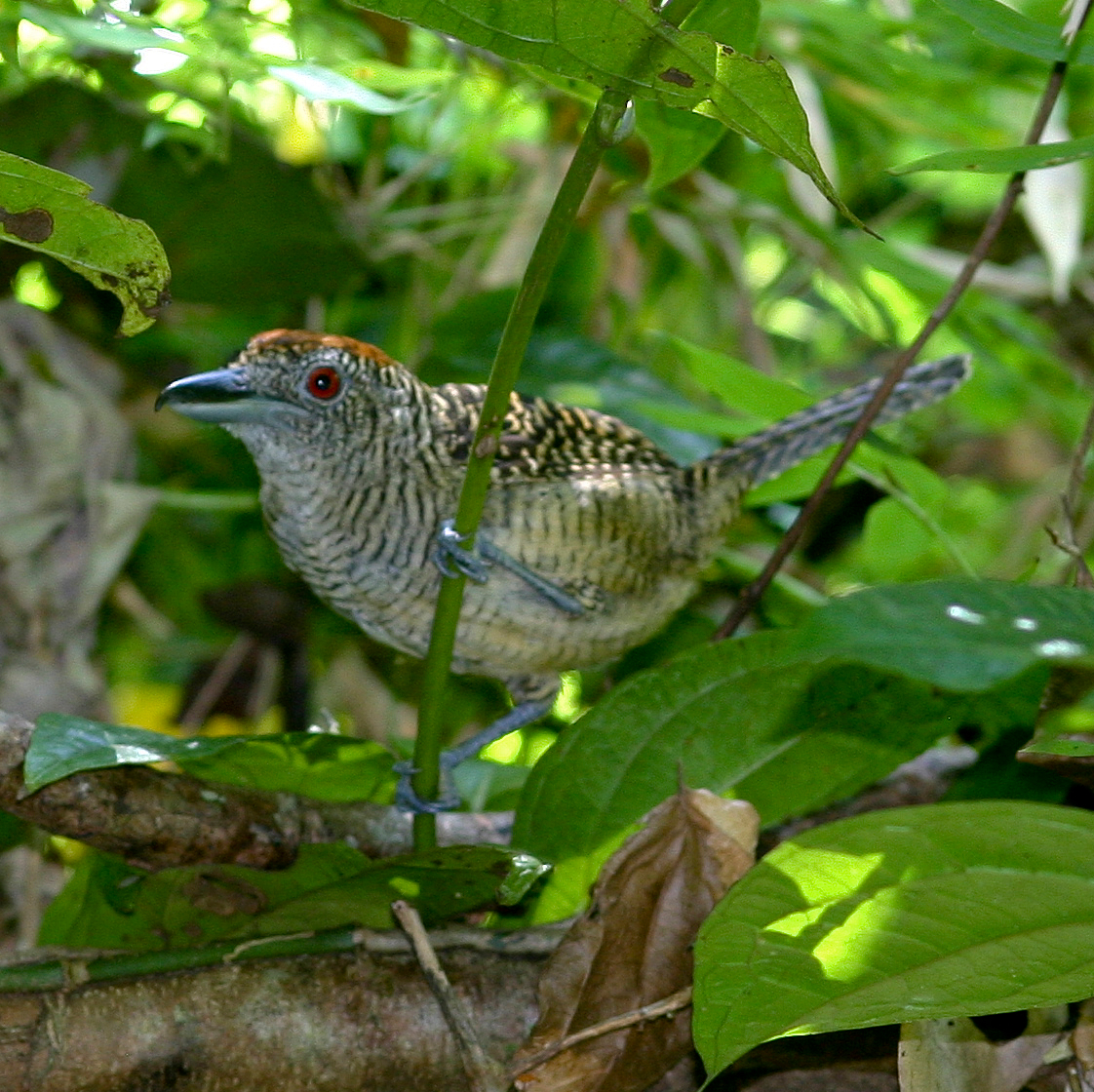
Cymbilaimus lineatus

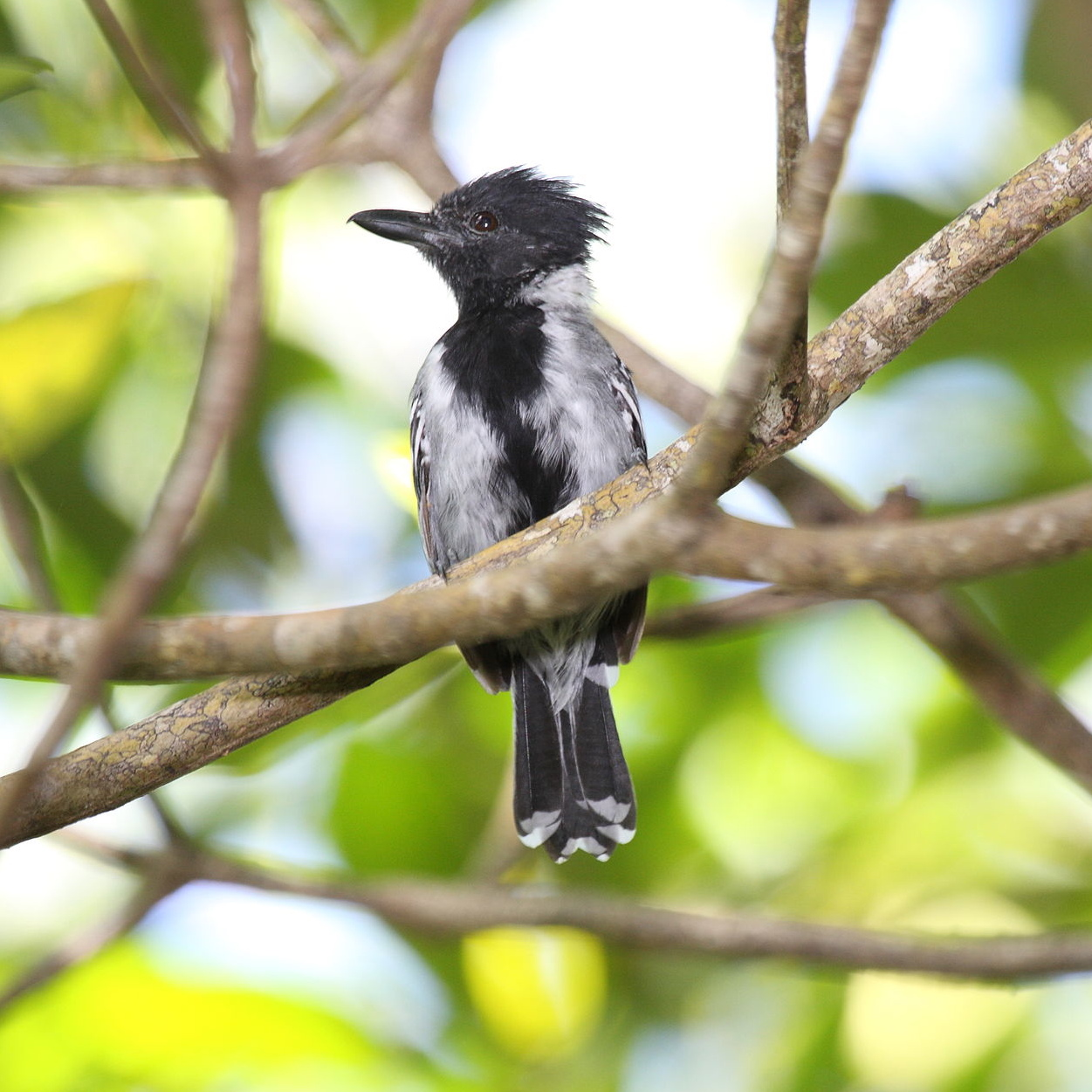
Sakesphorus canadensis

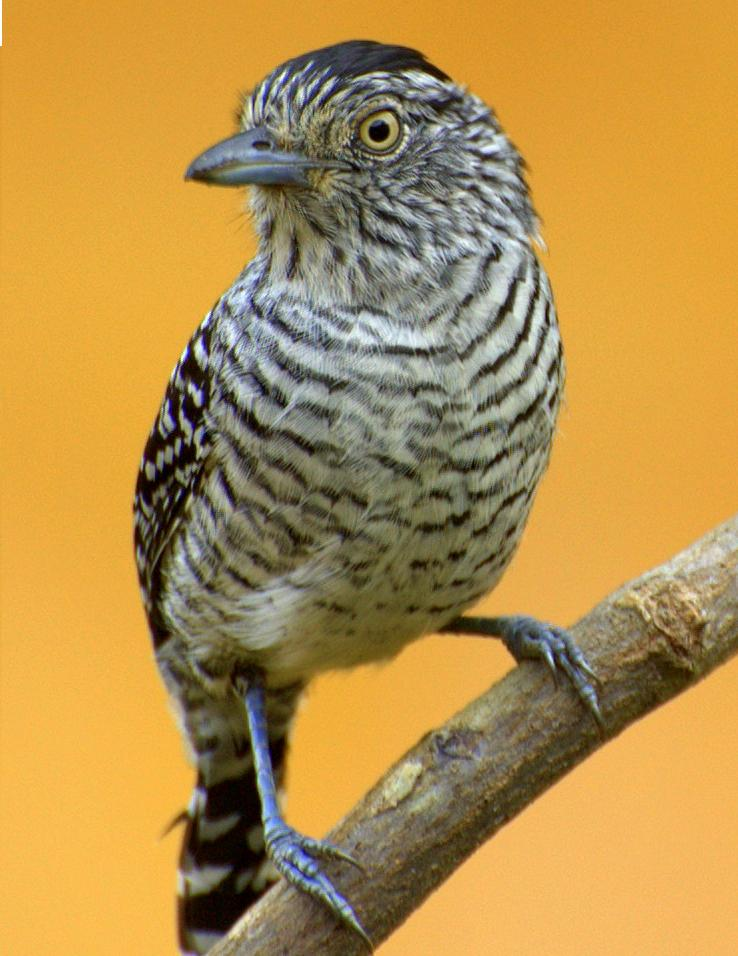
Thamnophilus doliatus

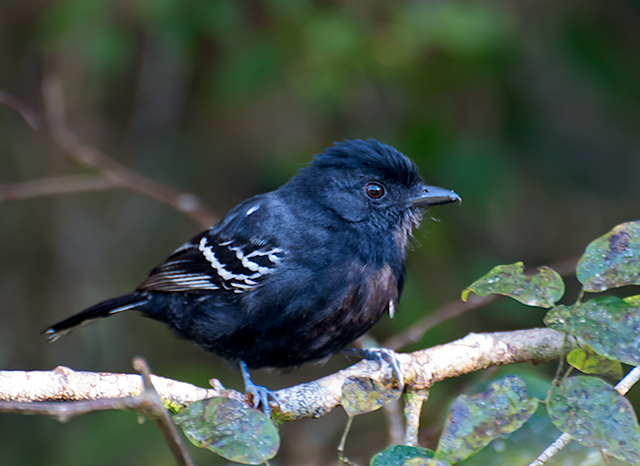
Thamnophilus caerulescens

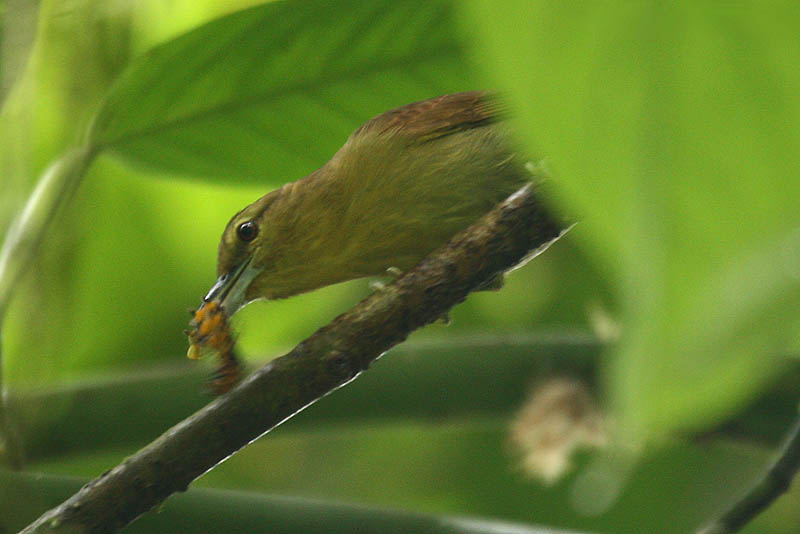
Thamnistes anabatinus

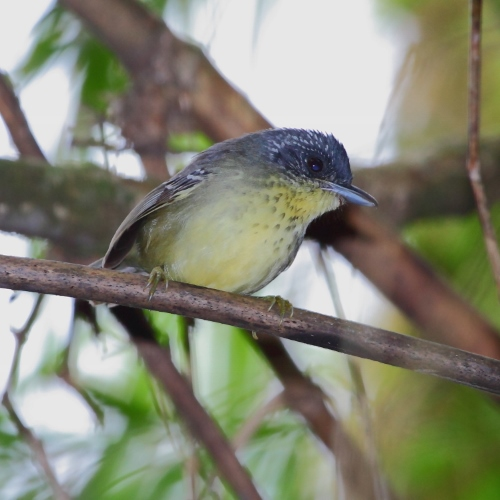
Dysithamnus stictothorax

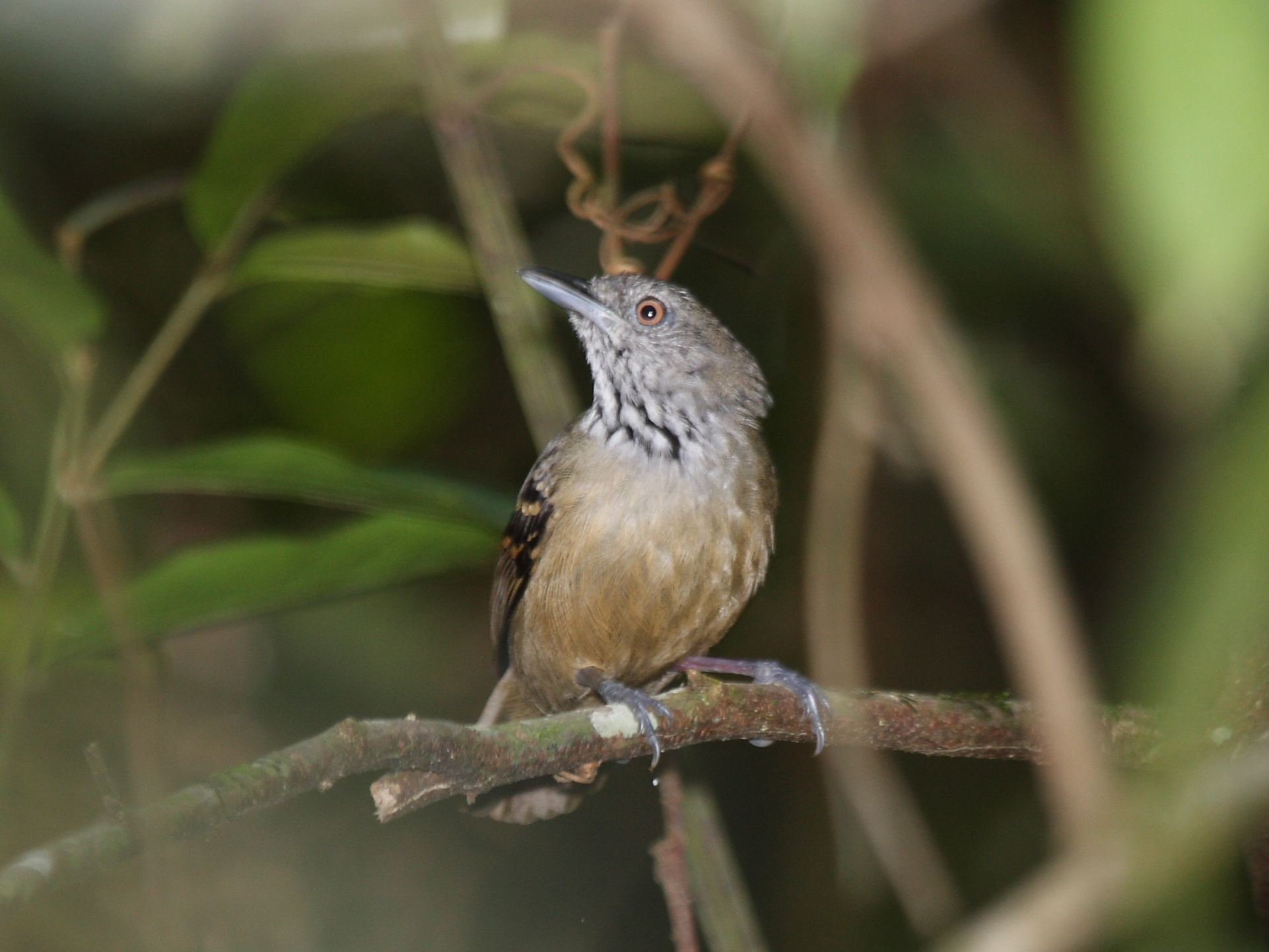
Epinecrophylla fulviventris

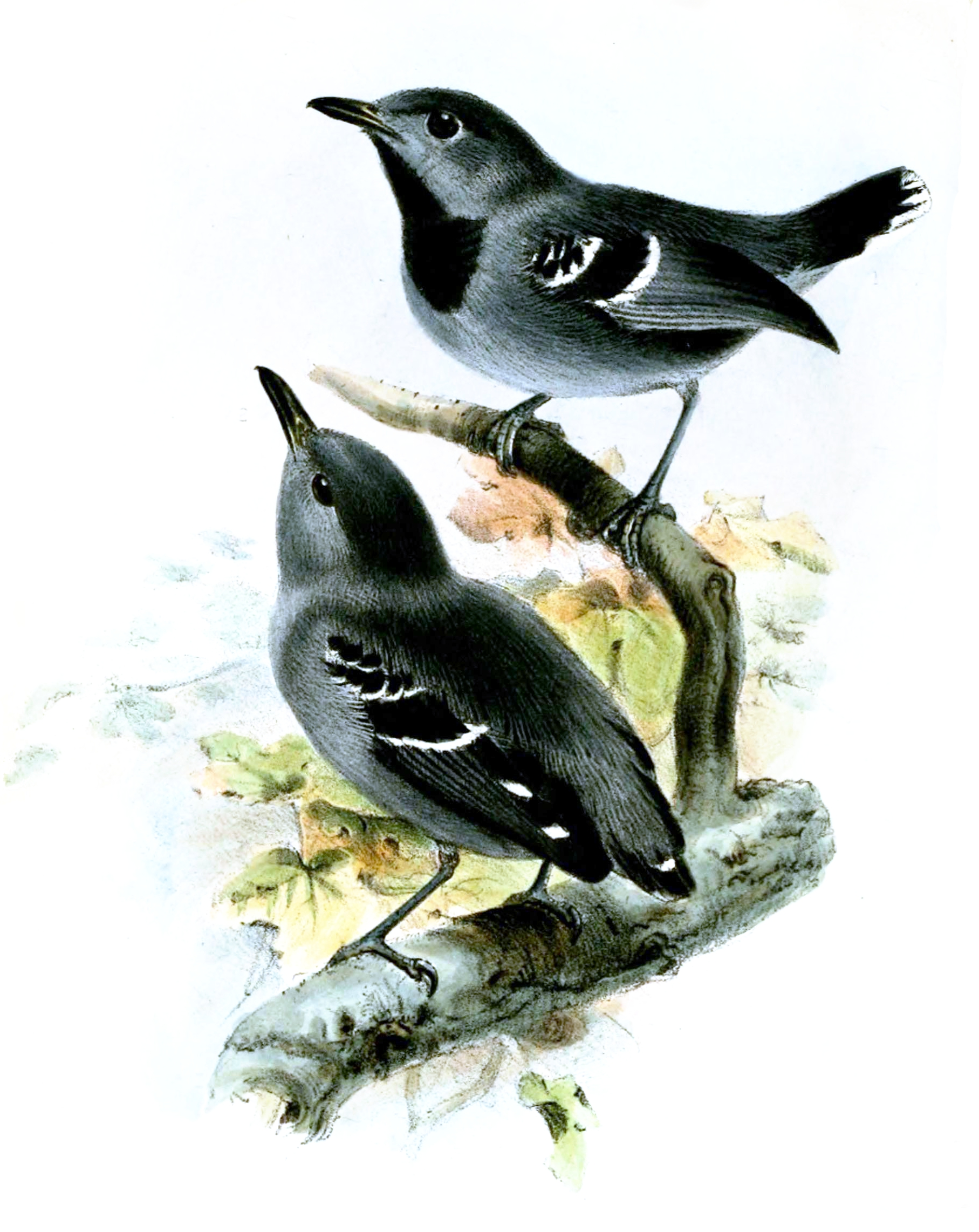
Isleria hauxwelli

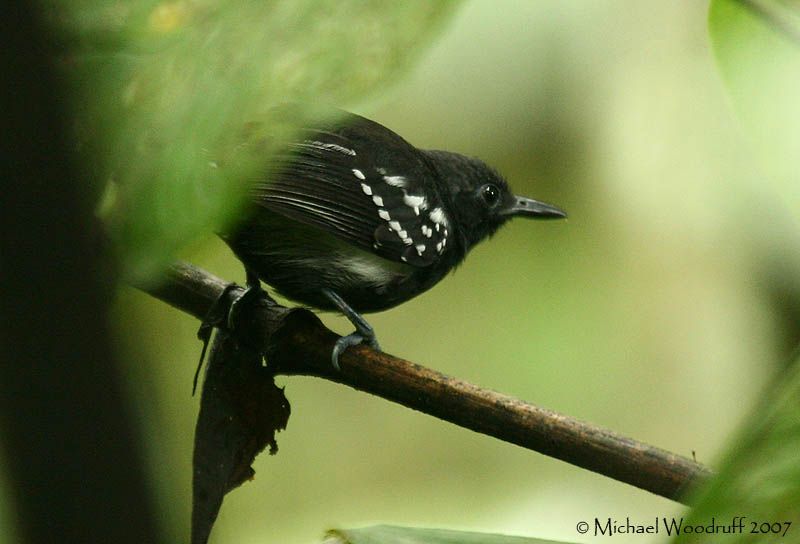
Myrmotherula axillaris

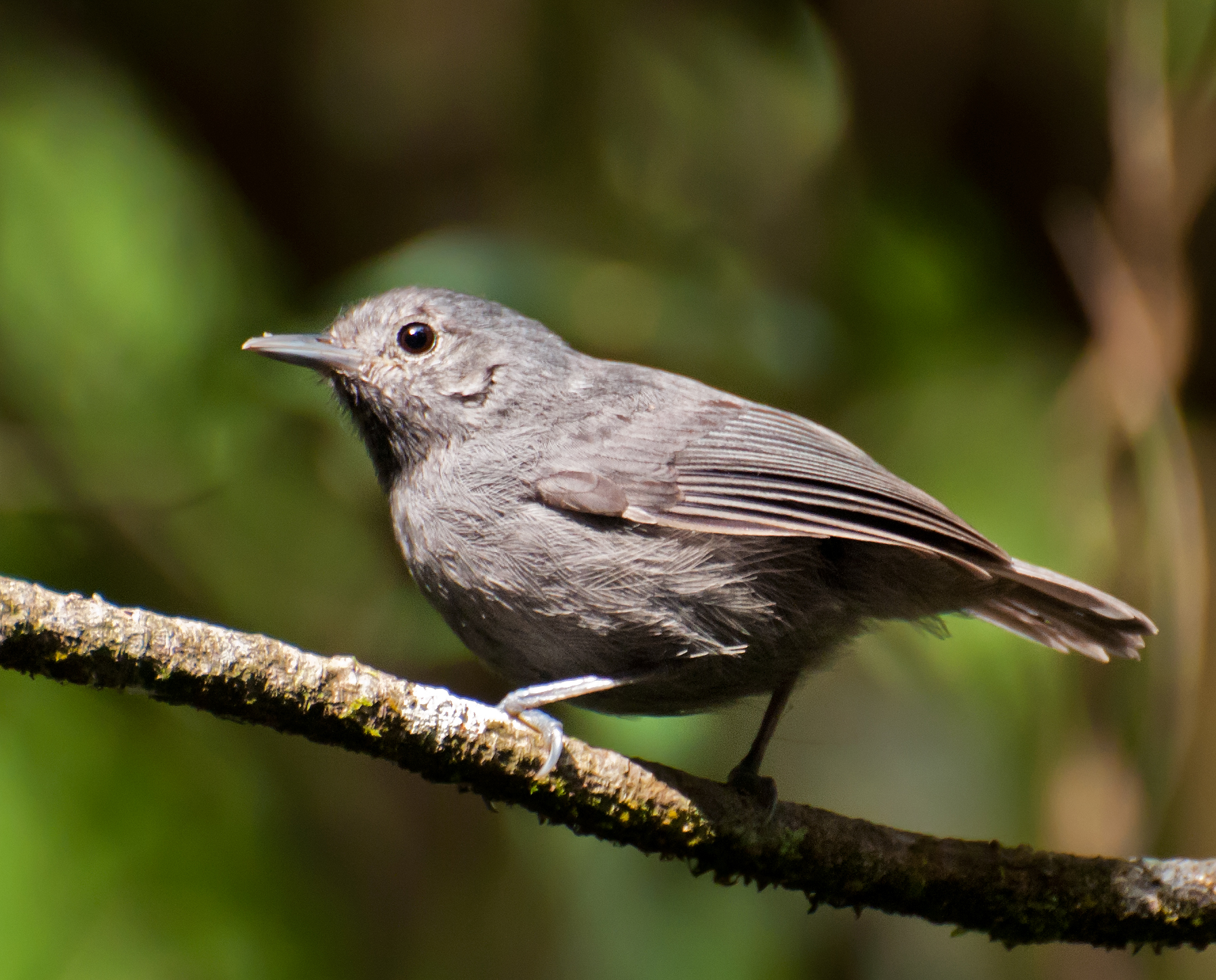
Myrmotherula unicolor

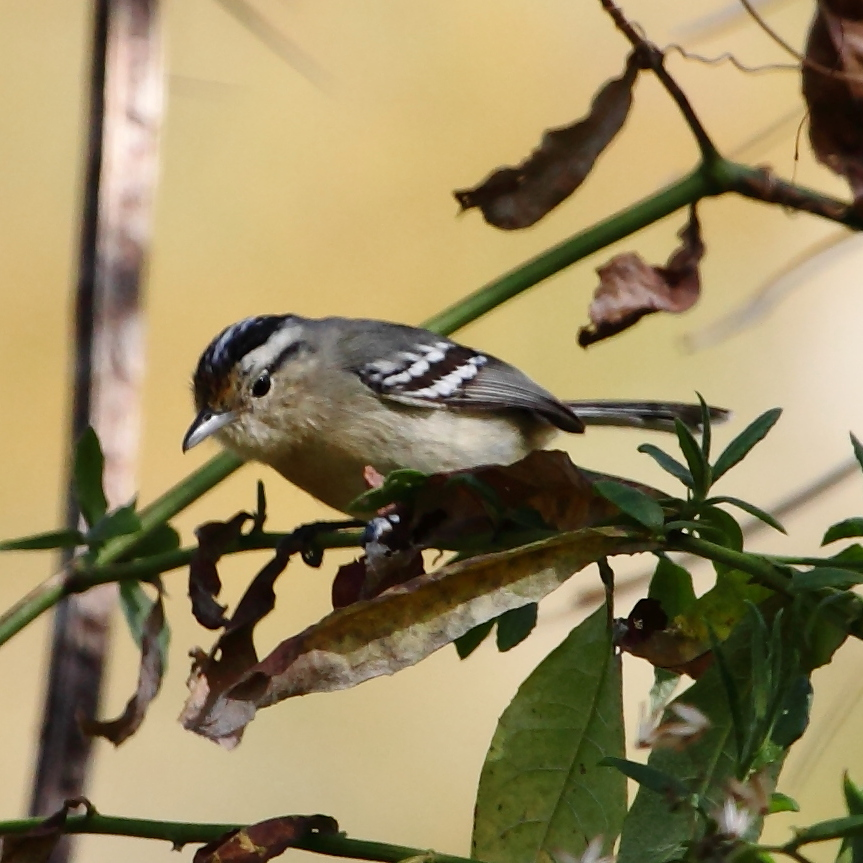
Herpsilochmus atricapillus

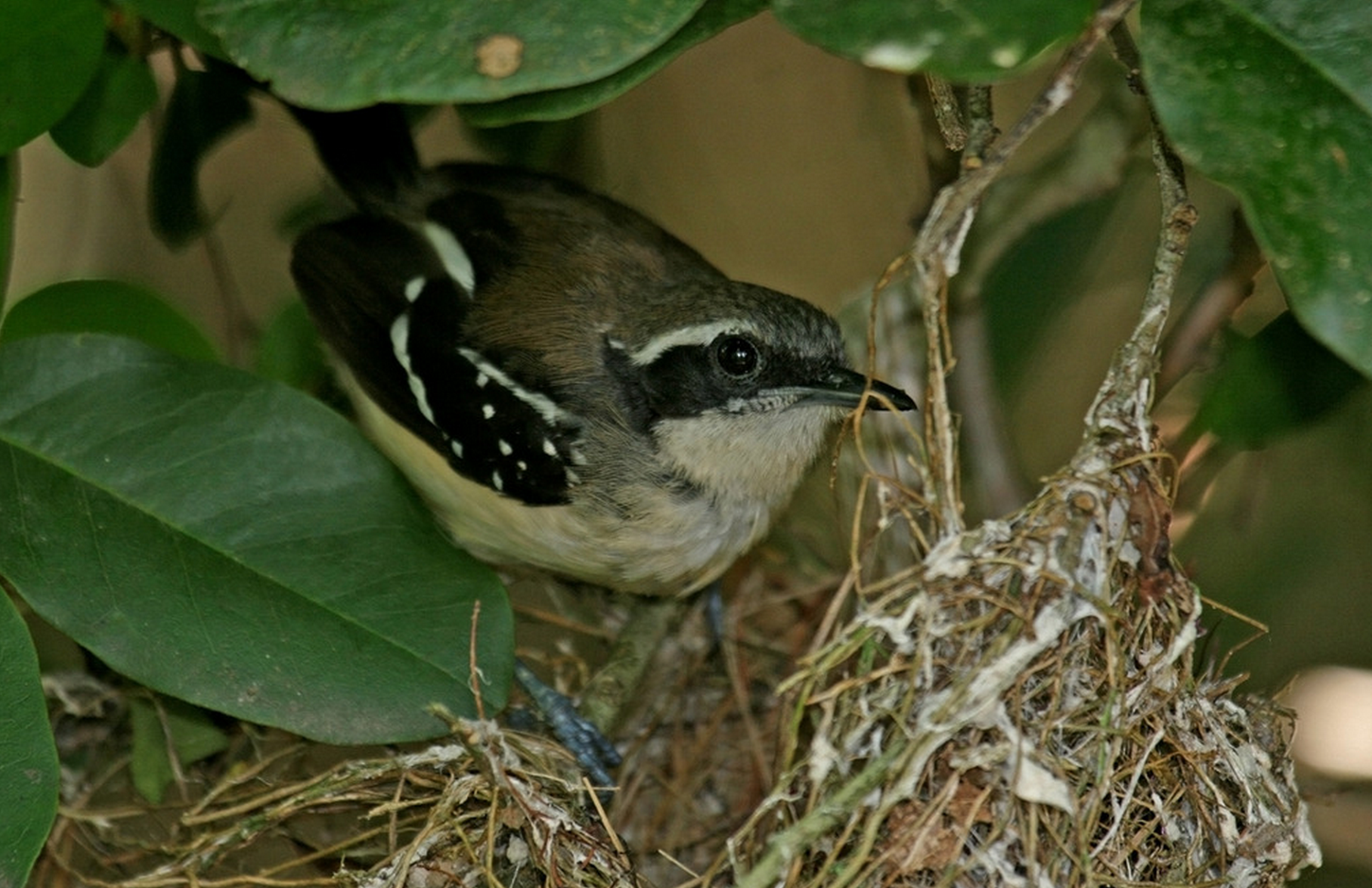
Formicivora serrana

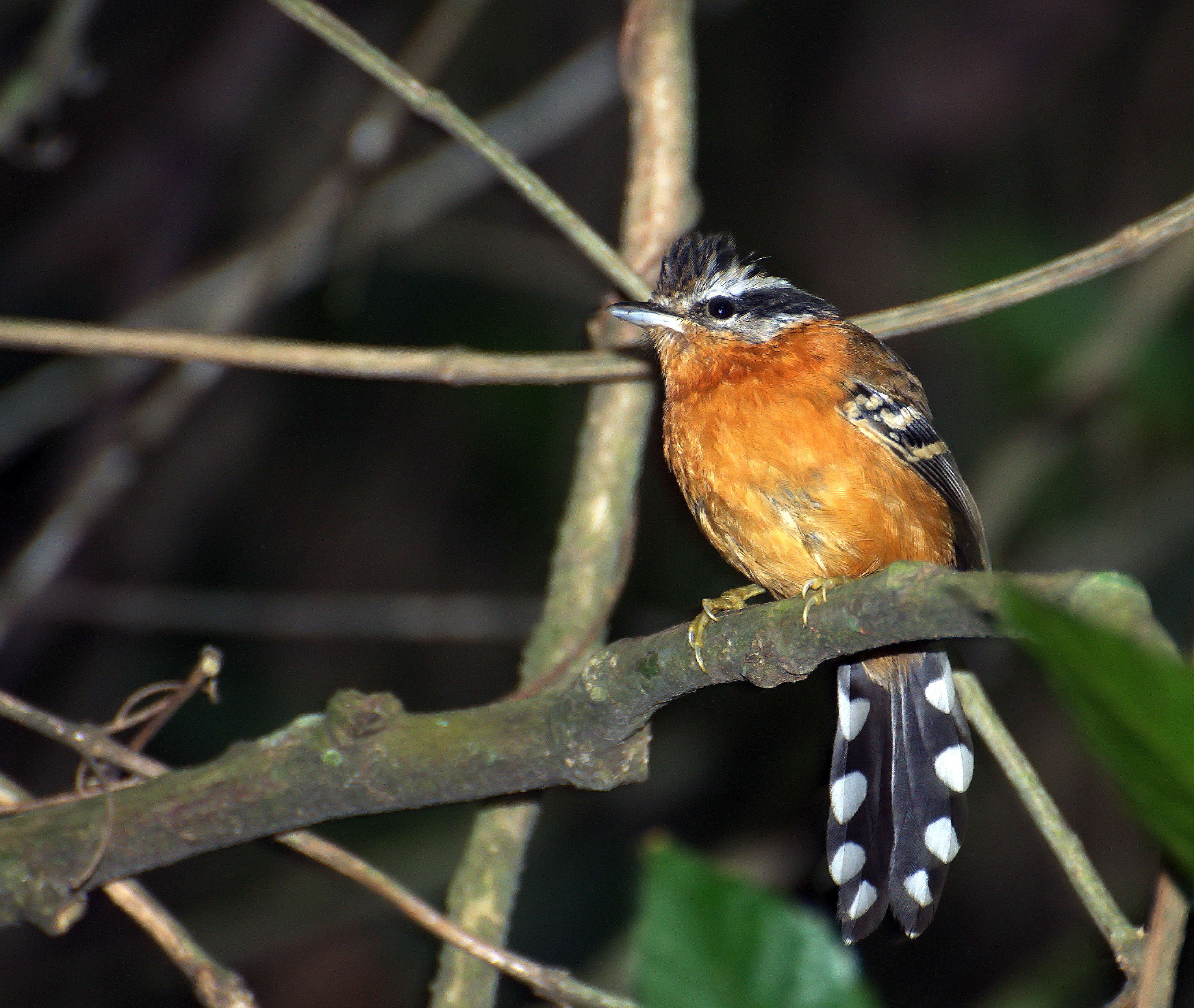
Drymophila ferruginea

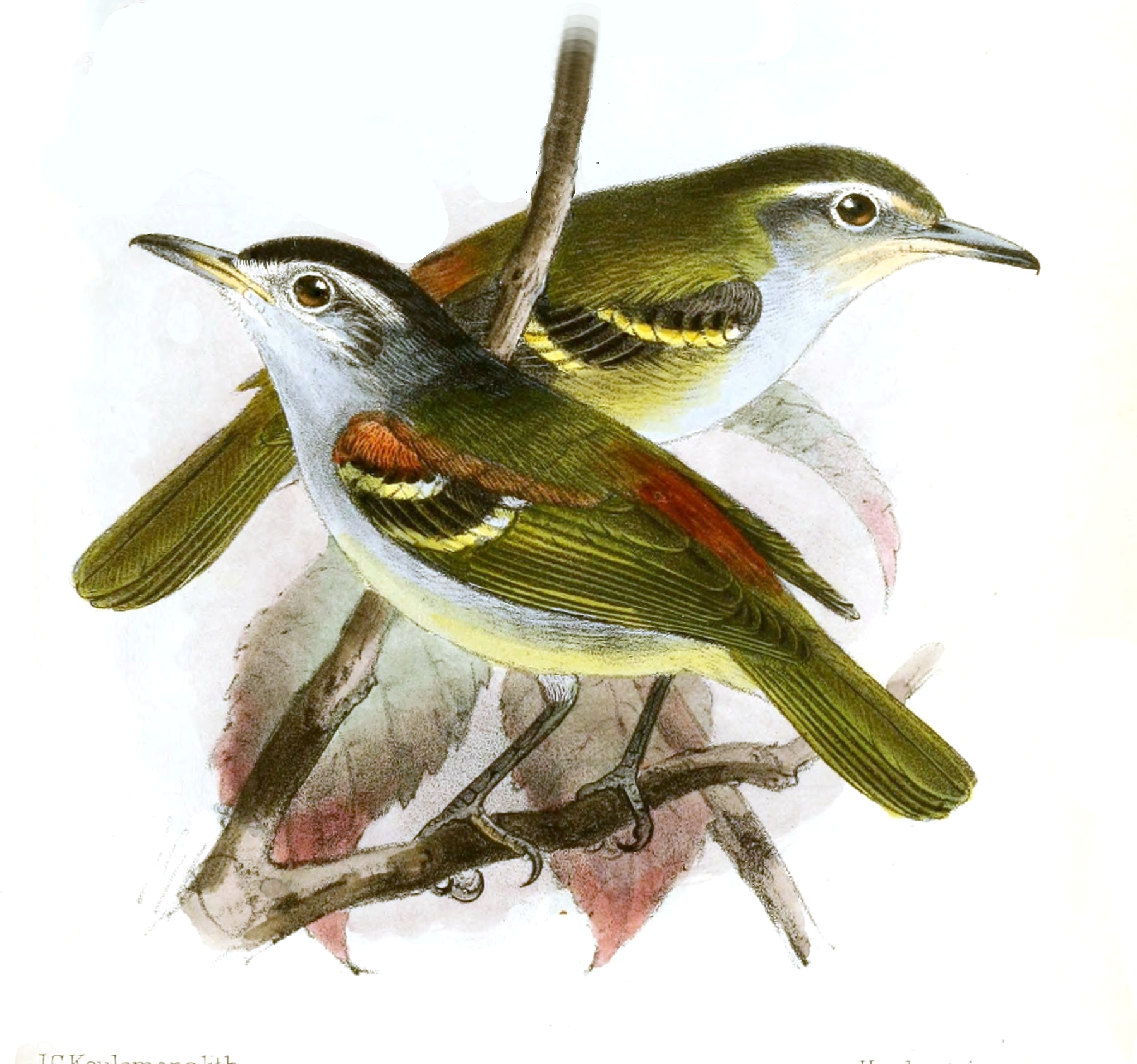
Terenura humeralis

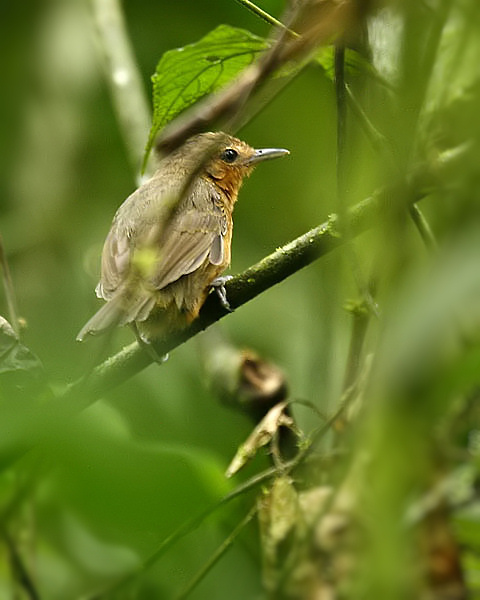
Cercomacra tyrannina

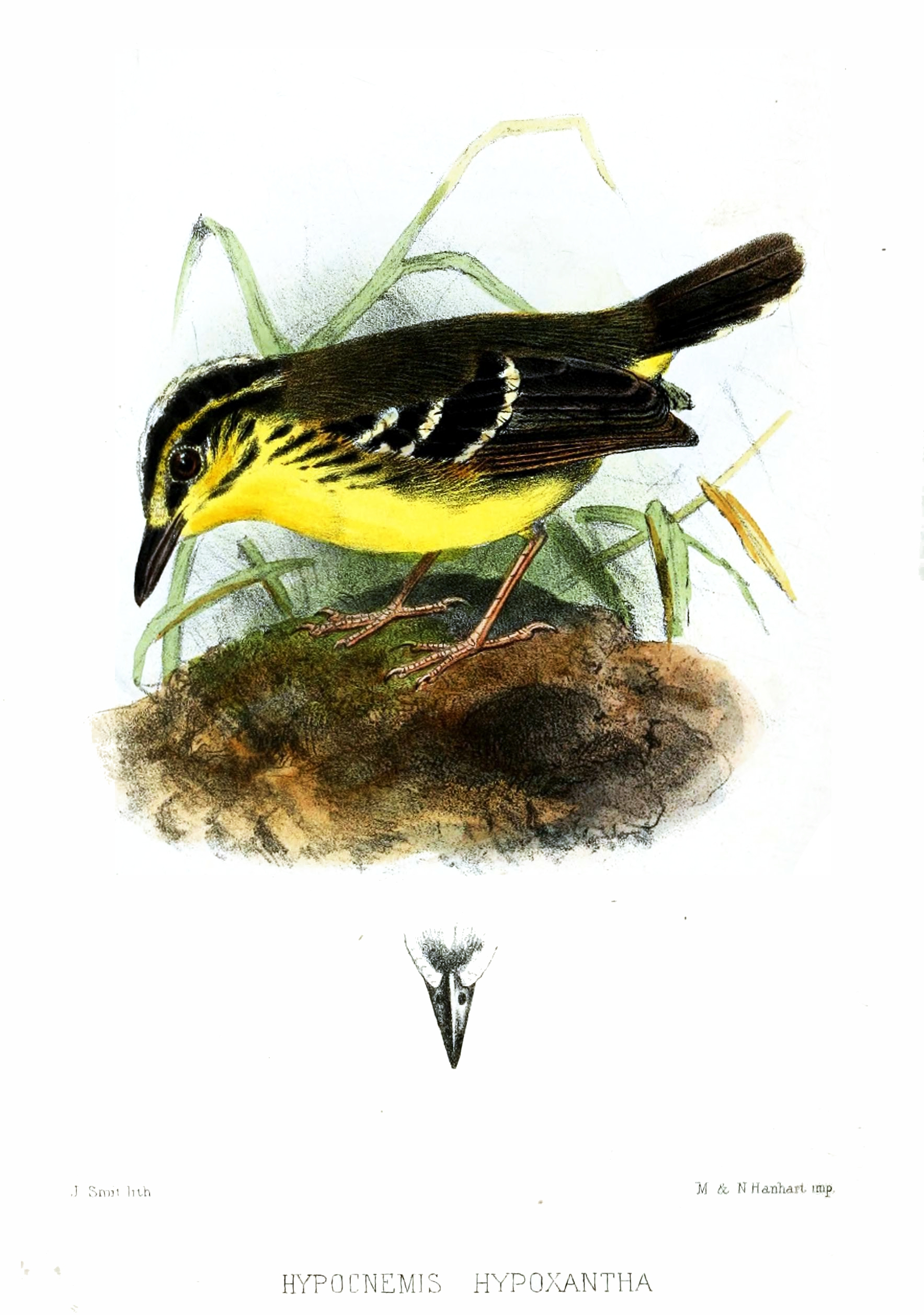
Hypocnemis hypoxantha

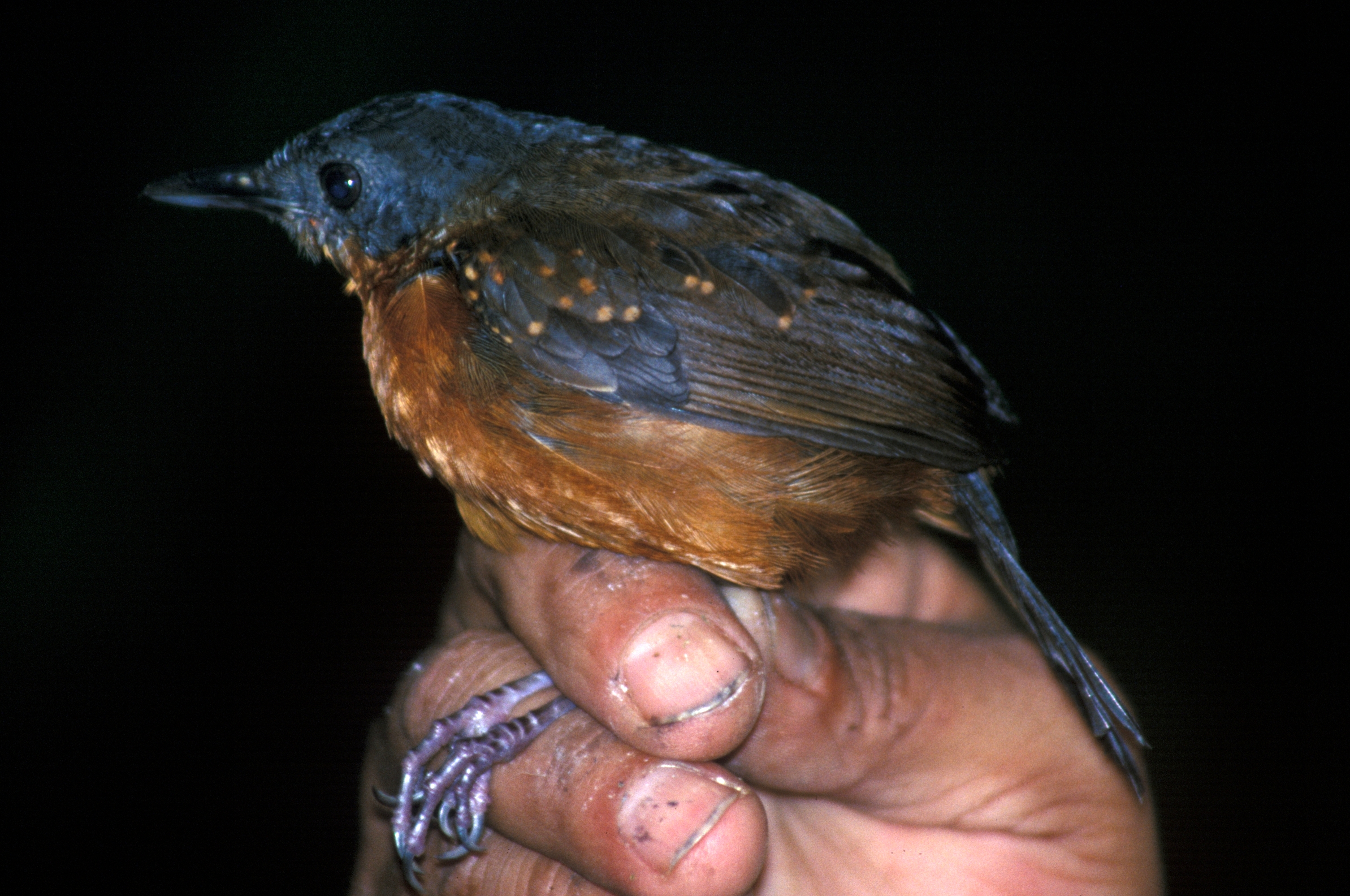
Schistocichla leucostigma

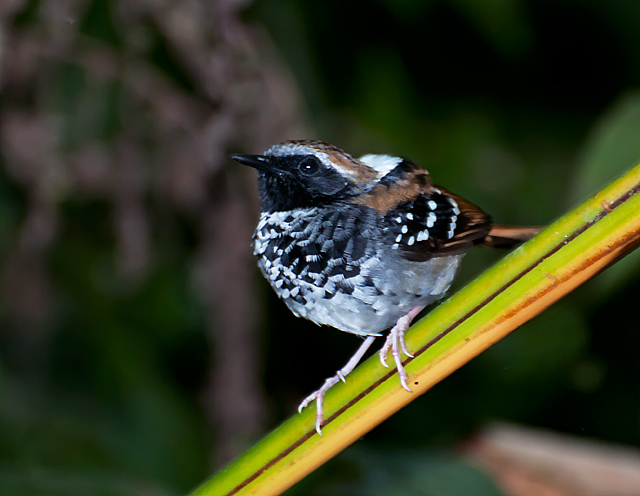
Myrmeciza squamosa

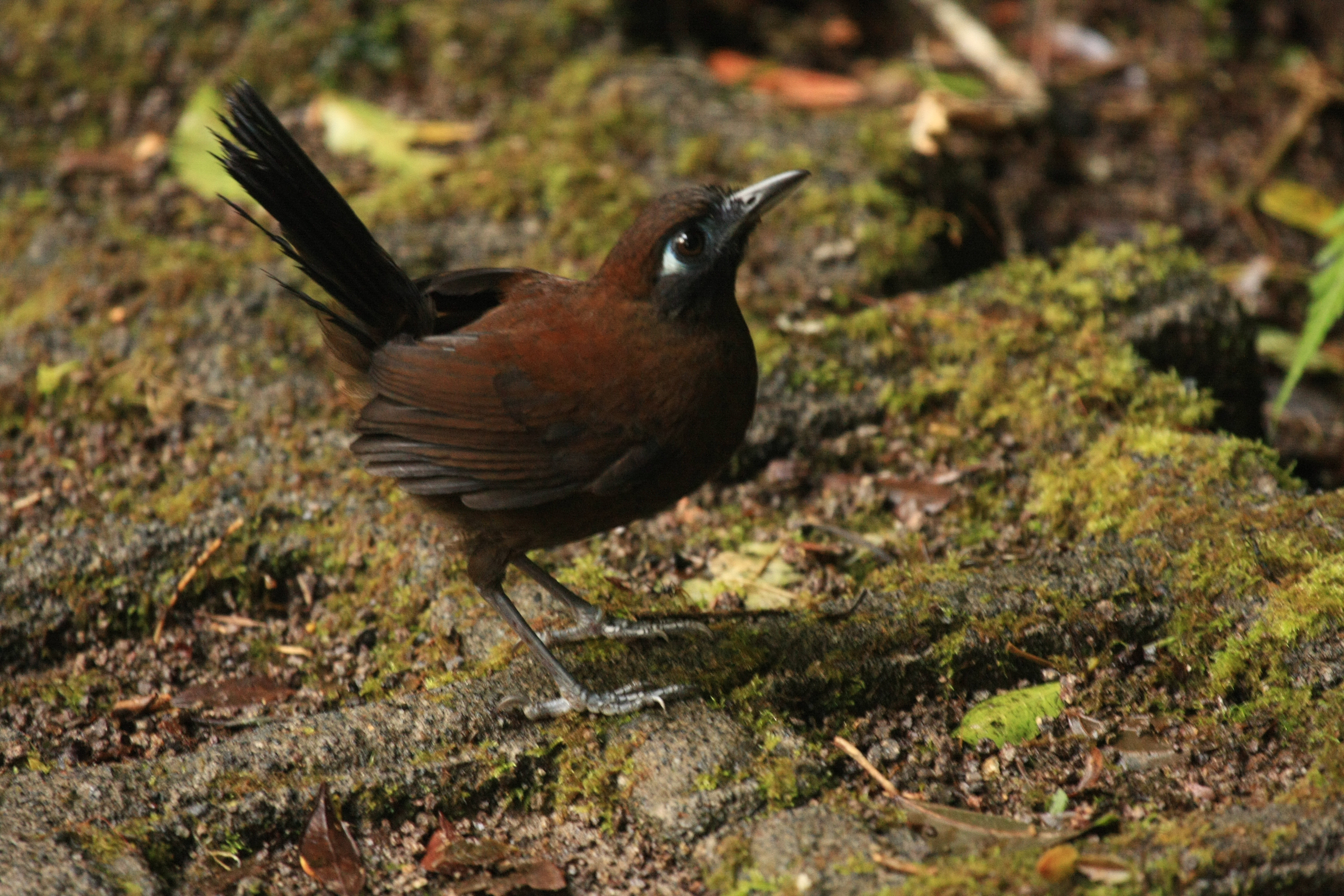
Myrmeciza immaculata

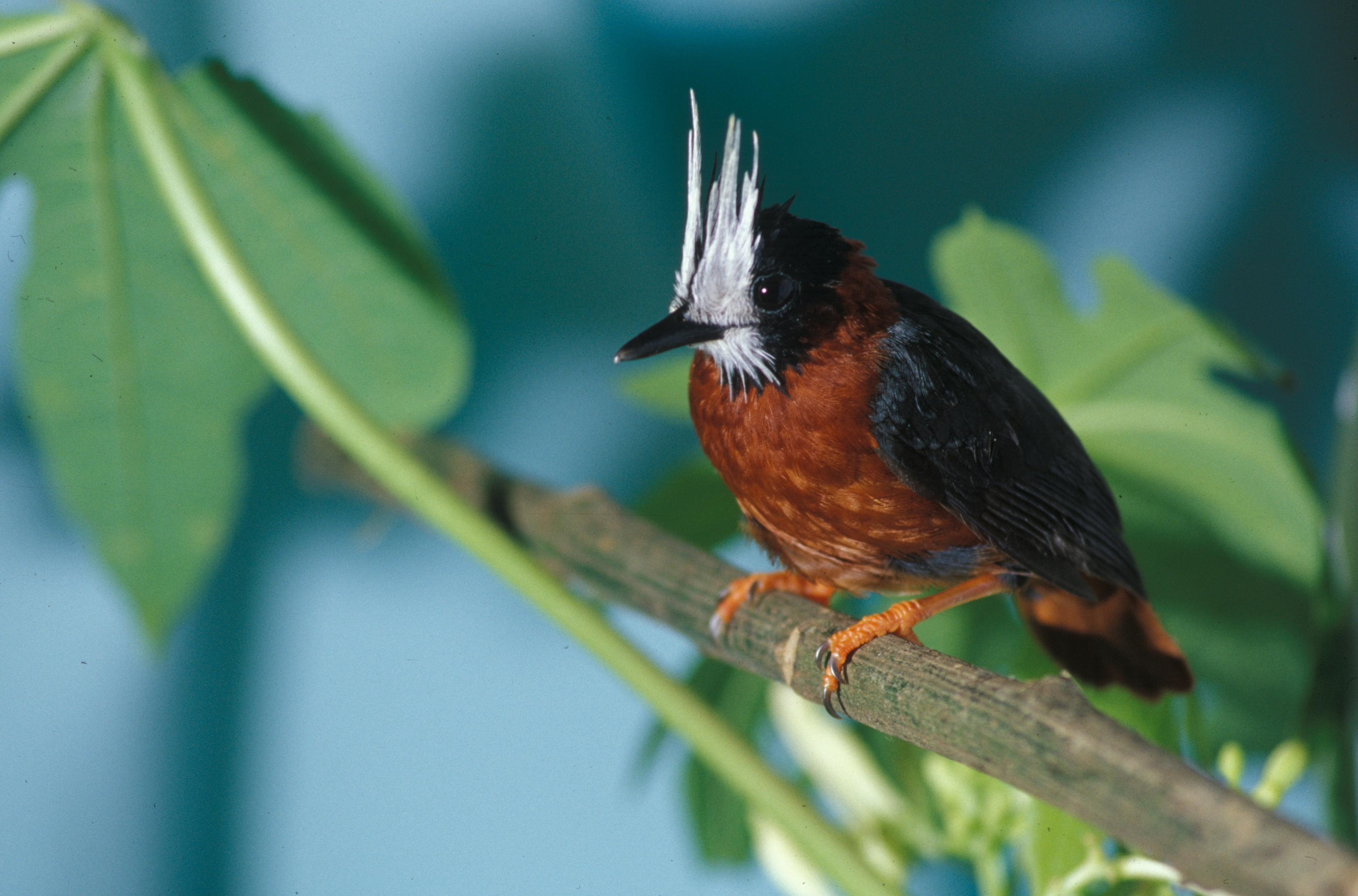
Pithys albifrons

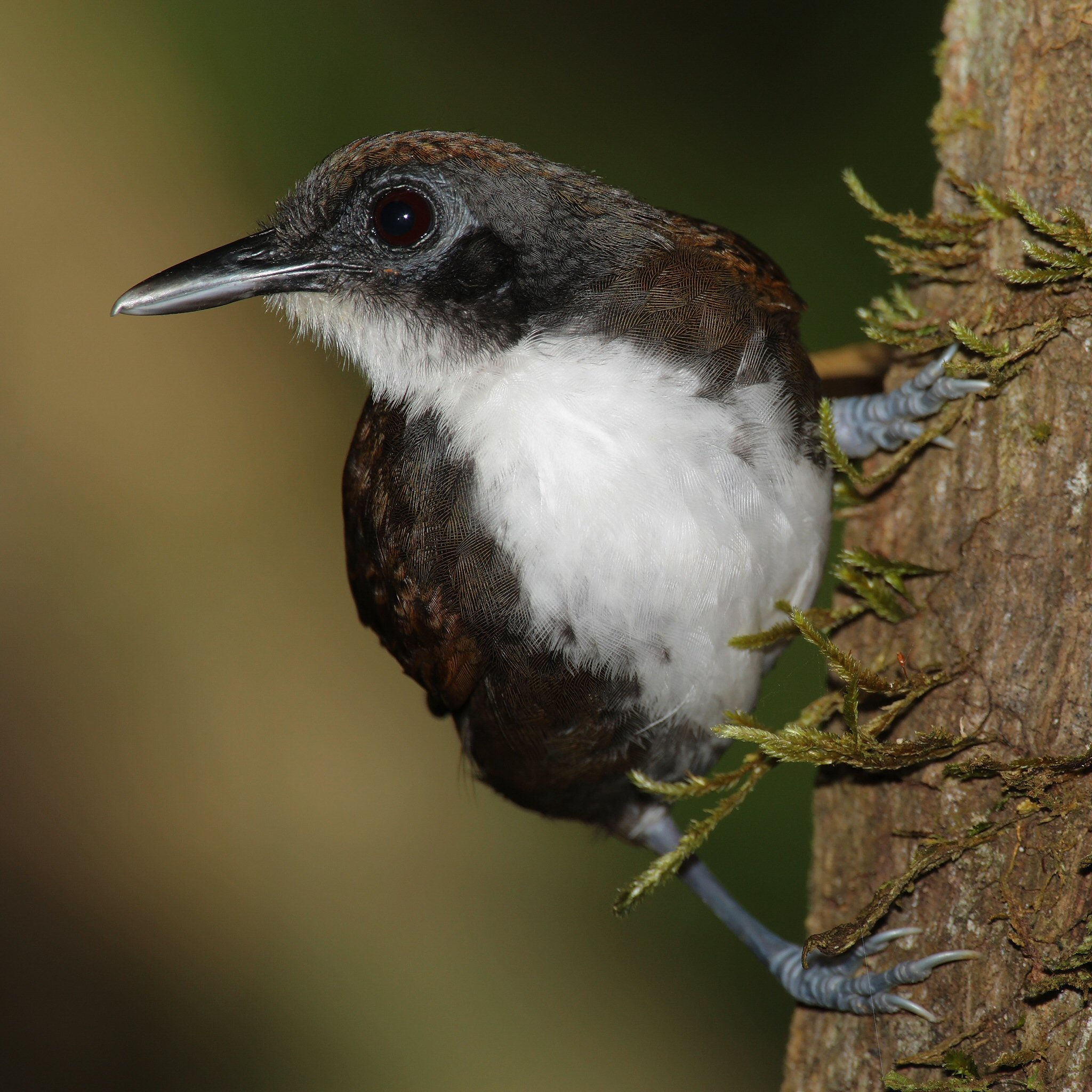
Gymnopithys leucaspis

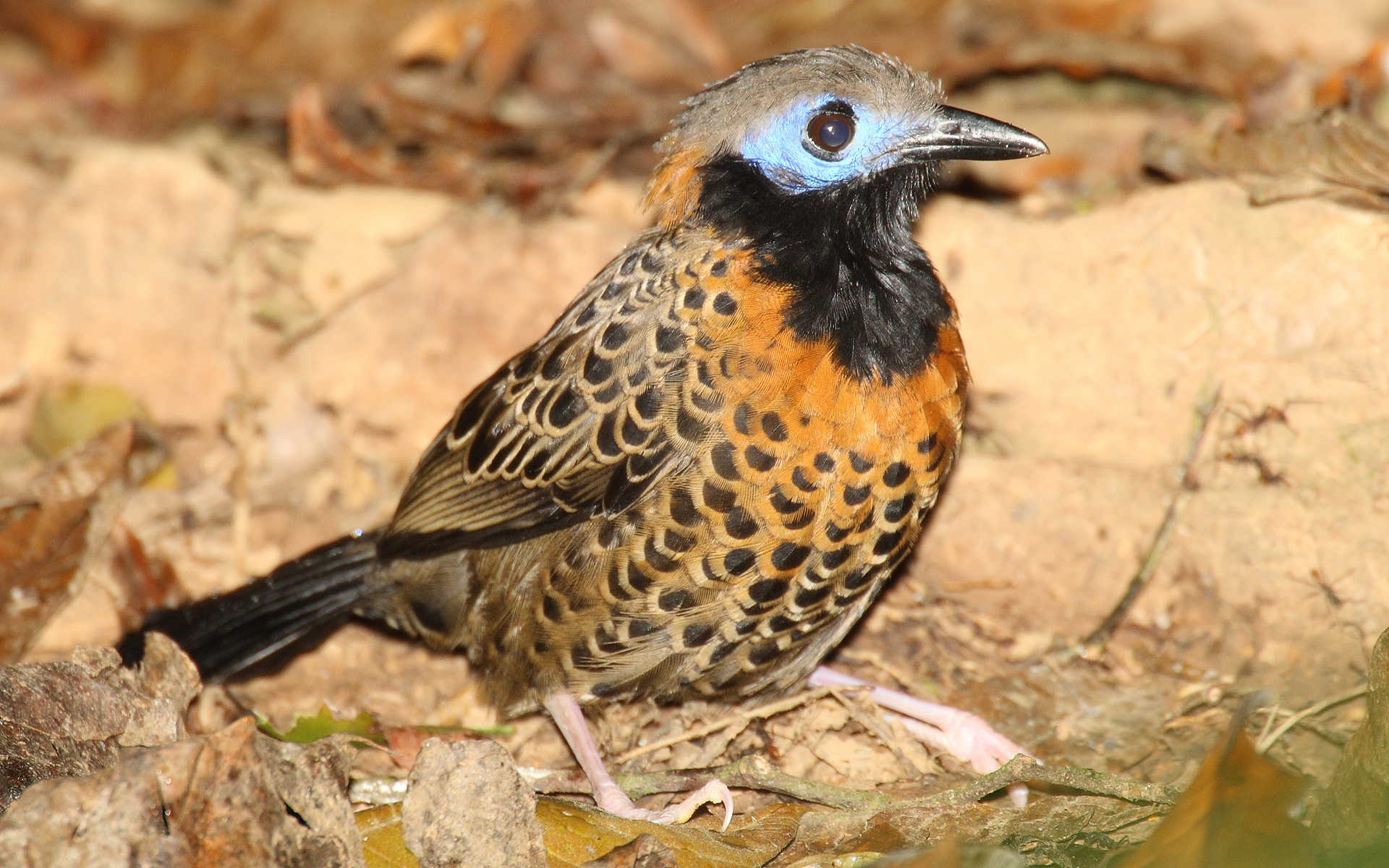
Phaenostictus mcleannani

Comprende i seguenti generi e specie:
- Genere Cymbilaimus
  - Cymbilaimus lineatus (Leach, 1814) - averla formichiera lineata
  - Cymbilaimus sanctaemariae Gyldenstolpe, 1941 - averla formichiera del bambù
- Genere Hypoedaleus
  - Hypoedaleus guttatus (Vieillot, 1816)
- Genere Batara
  - Batara cinerea (Vieillot, 1819)
- Genere Mackenziaena
  - Mackenziaena leachii (Such, 1825)
  - Mackenziaena severa (Liechtenstein, 1823)
- Genere Frederickena
  - Frederickena viridis (Vieillot, 1816)
  - Frederickena unduliger (Pelzeln, 1868)
  - Frederickena fulva Zimmer, 1944
- Genere Taraba
  - Taraba major (Vieillot, 1816)
- Genere Sakesphorus
  - Sakesphorus canadensis (Linnaeus, 1766)
  - Sakesphorus cristatus (Wied-Neuwied, 1831)
  - Sakesphorus luctuosus (Liechtenstein, 1823)
- Genere Biatas
  - Biatas nigropectus (Lafresnaye, 1850)
- Genere Thamnophilus
  - Thamnophilus bernardi Lesson, 1844
  - Thamnophilus melanonotus P.L.Sclater, 1855
  - Thamnophilus melanothorax P.L.Sclater, 1857
  - Thamnophilus doliatus (Linnaeus, 1764)
  - Thamnophilus zarumae Chapman, 1921
  - Thamnophilus multistriatus Lafresnaye, 1844
  - Thamnophilus tenuepunctatus Lafresnaye, 1853
  - Thamnophilus palliatus (Liechtenstein, 1823)
  - Thamnophilus bridgesi P.L.Sclater, 1856
  - Thamnophilus nigriceps P.L.Sclater, 1869
  - Thamnophilus praecox Zimmer, 1937
  - Thamnophilus nigrocinereus P.L.Sclater, 1855
  - Thamnophilus cryptoleucus (Ménégaux & Hellmayr, 1906)
  - Thamnophilus aethiops P.L.Sclater, 1858
  - Thamnophilus unicolor (P.L.Sclater, 1859)
  - Thamnophilus schistaceus d'Orbigny, 1837
  - Thamnophilus murinus Sclater, PL & Salvin, 1868
  - Thamnophilus aroyae (Hellmayr, 1904)
  - Thamnophilus atrinucha Salvin & Godman, 1892
  - Thamnophilus punctatus (Shaw, 1809)
  - Thamnophilus stictocephalus Pelzeln, 1868
  - Thamnophilus sticturus Pelzeln, 1868
  - Thamnophilus pelzelni Hellmayr, 1924
  - Thamnophilus ambiguus Swainson, 1825
  - Thamnophilus amazonicus P.L.Sclater, 1858
  - Thamnophilus divisorius Whitney, BM, Oren & Brumfield, 2004
  - Thamnophilus insignis Salvin & Godman, 1884
  - Thamnophilus caerulescens Vieillot, 1816
  - Thamnophilus torquatus Swainson, 1825
  - Thamnophilus ruficapillus Vieillot, 1816
- Genere Megastictus
  - Megastictus margaritatus (P.L.Sclater, 1855)
- Genere Neoctantes
  - Neoctantes niger (Pelzeln, 1859)
- Genere Clytoctantes
  - Clytoctantes alixii Elliot, 1870
  - Clytoctantes atrogularis Lanyon, S, Stotz & Willard, 1991
- Genere Xenornis
  - Xenornis setifrons Chapman, 1924
- Genere Thamnistes
  - Thamnistes anabatinus Sclater, PL & Salvin, 1860
- Genere Dysithamnus
  - Dysithamnus stictothorax (Temminck, 1823)
  - Dysithamnus mentalis (Temminck, 1823)
  - Dysithamnus striaticeps Lawrence, 1865
  - Dysithamnus puncticeps Salvin, 1866
  - Dysithamnus xanthopterus Burmeister, 1856
  - Dysithamnus occidentalis (Chapman, 1923)
  - Dysithamnus plumbeus (Wied-Neuwied, 1831)
  - Dysithamnus leucostictus P.L.Sclater, 1858
- Genere Thamnomanes
  - Thamnomanes ardesiacus (Sclater, PL & Salvin, 1868)
  - Thamnomanes saturninus (Pelzeln, 1868)
  - Thamnomanes caesius (Temminck, 1820)
  - Thamnomanes schistogynus Hellmayr, 1911
- Genere Pygiptila
  - Pygiptila stellaris (von Spix, 1825)
- Genere Epinecrophylla
  - Epinecrophylla fulviventris (Lawrence, 1862)
  - Epinecrophylla gutturalis (Sclater, PL & Salvin, 1881)
  - Epinecrophylla leucophthalma (Pelzeln, 1868)
  - Epinecrophylla haematonota (P.L.Sclater, 1857)
  - Epinecrophylla amazonica (von Ihering, H, 1905)
  - Epinecrophylla spodionota (Sclater, PL & Salvin, 1880)
  - Epinecrophylla ornata (P.L.Sclater, 1853)
  - Epinecrophylla erythrura (P.L.Sclater, 1890)
- Genere Isleria
  - Isleria hauxwelli (P.L.Sclater, 1857)
  - Isleria guttata (Vieillot, 1824)
- Genere Myrmotherula
  - Myrmotherula ignota Griscom, 1929
  - Myrmotherula brachyura (Hermann, 1783)
  - Myrmotherula surinamensis (Gmelin, JF, 1788)
  - Myrmotherula multostriata P.L.Sclater, 1858
  - Myrmotherula pacifica Hellmayr, 1911
  - Myrmotherula cherriei Berlepsch & Hartert, 1902
  - Myrmotherula klagesi Todd, 1927
  - Myrmotherula longicauda Berlepsch & Stolzmann, 1894
  - Myrmotherula ambigua Zimmer, 1932
  - Myrmotherula sclateri Snethlage, E, 1912
  - Myrmotherula axillaris (Vieillot, 1817)
  - Myrmotherula luctuosa Pelzeln, 1868
  - Myrmotherula schisticolor (Lawrence, 1865)
  - Myrmotherula sunensis Chapman, 1925
  - Myrmotherula minor Salvadori, 1864
  - Myrmotherula longipennis Pelzeln, 1868
  - Myrmotherula urosticta (P.L.Sclater, 1857) - scricciolo formichiere codafasciata
  - Myrmotherula iheringi Snethlage, E, 1914
  - Myrmotherula fluminensis Gonzaga, 1988
  - Myrmotherula grisea Carriker, 1935
  - Myrmotherula unicolor (Ménétries, 1835)
  - Myrmotherula snowi Teixeira & Gonzaga, 1985
  - Myrmotherula behni Berlepsch & Leverkühn, 1890
  - Myrmotherula menetriesii (d'Orbigny, 1837)
  - Myrmotherula assimilis Pelzeln, 1868
- Genere Dichrozona
  - Dichrozona cincta (Pelzeln, 1868)
- Genere Rhopias
  - Rhopias gularis (von Spix, 1825)
- Genere Myrmorchilus
  - Myrmorchilus strigilatus (Wied-Neuwied, 1831)
- Genere Herpsilochmus
  - Herpsilochmus pileatus (Liechtenstein, 1823)
  - Herpsilochmus sellowi Whitney, BM, Pacheco, Buzzetti & Parrini, 2000
  - Herpsilochmus atricapillus Pelzeln, 1868
  - Herpsilochmus stotzi Whitney, BM, Cohn-Haft, Bravo, Schunck & Silveira, 2013
  - Herpsilochmus praedictus Cohn-Haft & Bravo, 2013
  - Herpsilochmus motacilloides Taczanowski, 1874
  - Herpsilochmus parkeri Davis, TJ & O'Neill, 1986
  - Herpsilochmus sticturus Salvin, 1885
  - Herpsilochmus dugandi Meyer de Schauensee, 1945
  - Herpsilochmus stictocephalus Todd, 1927
  - Herpsilochmus dorsimaculatus Pelzeln, 1868
  - Herpsilochmus roraimae Hellmayr, 1903
  - Herpsilochmus pectoralis P.L.Sclater, 1857
  - Herpsilochmus longirostris Pelzeln, 1868
  - Herpsilochmus gentryi Whitney, BM & Álvarez Alonso, 1998
  - Herpsilochmus axillaris (Tschudi, 1844)
  - Herpsilochmus rufimarginatus (Temminck, 1822)
- Genere Microrhopias
  - Microrhopias quixensis (Cornalia, 1849)
- Genere Formicivora
  - Formicivora iheringi Hellmayr, 1909
  - Formicivora erythronotos Hartlaub, 1852
  - Formicivora grisea (Boddaert, 1783)
  - Formicivora intermedia Cabanis, 1847
  - Formicivora serrana (Hellmayr, 1929)
  - Formicivora melanogaster Pelzeln, 1868
  - Formicivora rufa (Wied-Neuwied, 1831)
  - Formicivora grantsaui Gonzaga, Carvalhaes & Buzzetti, 2007
- Genere Stymphalornis
  - Stymphalornis acutirostris Bornschein, Reinert & Teixeira, 1995
- Genere Drymophila
  - Drymophila ferruginea (Temminck, 1822)
  - Drymophila rubricollis (Bertoni, W, 1901)
  - Drymophila genei (de Filippi, 1847)
  - Drymophila ochropyga (Hellmayr, 1906)
  - Drymophila malura (Temminck, 1825)
  - Drymophila squamata (Liechtenstein, 1823)
  - Drymophila devillei (Ménégaux & Hellmayr, 1906)
  - Drymophila hellmayri Todd, 1915
  - Drymophila klagesi Hellmayr & Seilern, 1912
  - Drymophila caudata (P.L.Sclater, 1855)
  - Drymophila striaticeps (Chapman, 1912)
- Genere Terenura
  - Terenura maculata (Wied-Neuwied, 1831)
  - Terenura sicki Teixeira & Gonzaga, 1983
  - Terenura callinota (P.L.Sclater, 1855)
  - Terenura humeralis Sclater, PL & Salvin, 1880
  - Terenura sharpei Berlepsch, 1901
  - Terenura spodioptila Sclater, PL & Salvin, 1881
- Genere Cercomacra
  - Cercomacra cinerascens (P.L.Sclater, 1857)
  - Cercomacra brasiliana Hellmayr, 1905
  - Cercomacra tyrannina (P.L.Sclater, 1855)
  - Cercomacra laeta Todd, 1920
  - Cercomacra parkeri Graves, GR, 1997
  - Cercomacra nigrescens (Cabanis & Heine, 1859)
  - Cercomacra serva (P.L.Sclater, 1858)
  - Cercomacra nigricans P.L.Sclater, 1858
  - Cercomacra carbonaria Sclater, PL & Salvin, 1873
  - Cercomacra melanaria (Ménétries, 1835)
  - Cercomacra manu Fitzpatrick & Willard, 1990
  - Cercomacra ferdinandi Snethlage, E, 1928
- Genere Pyriglena
  - Pyriglena leuconota (von Spix, 1824)
  - Pyriglena atra (Swainson, 1825)
  - Pyriglena leucoptera (Vieillot, 1818)
- Genere Rhopornis
  - Rhopornis ardesiacus (Wied-Neuwied, 1831)
- Genere Myrmoborus
  - Myrmoborus leucophrys (Tschudi, 1844)
  - Myrmoborus lugubris (Cabanis, 1847)
  - Myrmoborus myotherinus (von Spix, 1825)
  - Myrmoborus melanurus (Sclater, PL & Salvin, 1866)
- Genere Hypocnemis
  - Hypocnemis cantator (Boddaert, 1783)
  - Hypocnemis flavescens P.L.Sclater, 1865
  - Hypocnemis peruviana Taczanowski, 1884
  - Hypocnemis subflava Cabanis, 1873
  - Hypocnemis ochrogyna Zimmer, 1932
  - Hypocnemis rondoni Whitney BM et al, 2013
  - Hypocnemis striata (von Spix, 1825)
  - Hypocnemis hypoxantha P.L.Sclater, 1869
- Genere Hypocnemoides
  - Hypocnemoides melanopogon (P.L.Sclater, 1857)
  - Hypocnemoides maculicauda (Pelzeln, 1868)
- Genere Myrmochanes
  - Myrmochanes hemileucus (Sclater, PL & Salvin, 1866)
- Genere Gymnocichla
  - Gymnocichla nudiceps (Cassin, 1850)
- Genere Sclateria
  - Sclateria naevia (Gmelin, JF, 1788)
- Genere Percnostola
  - Percnostola rufifrons (Gmelin, JF, 1789)
  - Percnostola arenarum Isler, ML, Álvarez Alonso, Isler, PR & Whitney, BM, 2001
  - Percnostola lophotes Hellmayr & Seilern, 1914
- Genere Schistocichla
  - Schistocichla schistacea (P.L.Sclater, 1858)
  - Schistocichla leucostigma (Pelzeln, 1868)
  - Schistocichla humaythae (Hellmayr, 1907)
  - Schistocichla brunneiceps Zimmer, 1931
  - Schistocichla rufifacies Hellmayr, 1929
  - Schistocichla saturata (Salvin, 1885)
  - Schistocichla caurensis (Hellmayr, 1906)
- Genere Myrmeciza
  - Myrmeciza disjuncta Friedmann, 1945
  - Myrmeciza longipes (Swainson, 1825)
  - Myrmeciza exsul P.L.Sclater, 1859
  - Myrmeciza ferruginea (Statius Müller, 1776)
  - Myrmeciza ruficauda (Wied-Neuwied, 1831)
  - Myrmeciza loricata (Liechtenstein, 1823)
  - Myrmeciza squamosa Pelzeln, 1868
  - Myrmeciza laemosticta Salvin, 1865
  - Myrmeciza palliata Todd, 1917
  - Myrmeciza nigricauda Salvin & Godman, 1892
  - Myrmeciza berlepschi (Hartert, 1898)
  - Myrmeciza pelzelni P.L.Sclater, 1890
  - Myrmeciza castanea Zimmer, 1932
  - Myrmeciza hemimelaena P.L.Sclater, 1857
  - Myrmeciza atrothorax (Boddaert, 1783)
  - Myrmeciza melanoceps (von Spix, 1825)
  - Myrmeciza goeldii (Snethlage, E, 1908)
  - Myrmeciza hyperythra (P.L.Sclater, 1855)
  - Myrmeciza fortis (Sclater, PL & Salvin, 1868)
  - Myrmeciza immaculata (Lafresnaye, 1845)
  - Myrmeciza zeledonia Ridgway, 1909
  - Myrmeciza griseiceps (Chapman, 1923)
- Genere Myrmornis
  - Myrmornis torquata (Boddaert, 1783) - formicario alifasciate
- Genere Pithys
  - Pithys albifrons (Linnaeus, 1766) - pigliaformiche facciabianca
  - Pithys castaneus Berlioz, 1938 - pigliaformiche castano
- Genere Gymnopithys
  - Gymnopithys bicolor (P.L.Sclater, 1855)
  - Gymnopithys leucaspis (P.L.Sclater, 1855)
  - Gymnopithys rufigula (Boddaert, 1783)
  - Gymnopithys salvini (Berlepsch, 1901)
  - Gymnopithys lunulatus (Sclater, PL & Salvin, 1873)
- Genere Rhegmatorhina
  - Rhegmatorhina gymnops Ridgway, 1888
  - Rhegmatorhina berlepschi (Snethlage, E, 1907)
  - Rhegmatorhina hoffmannsi (Hellmayr, 1907)
  - Rhegmatorhina cristata (Pelzeln, 1868)
  - Rhegmatorhina melanosticta (Sclater, PL & Salvin, 1880)
- Genere Hylophylax
  - Hylophylax naevioides (Lafresnaye, 1847) - mangiaformiche maculato
  - Hylophylax naevius (Gmelin, JF, 1789) - mangiaformiche dorsomacchiato
  - Hylophylax punctulatus (Des Murs, 1856) - mangiaformiche dorsopuntinato
- Genere Willisornis
  - Willisornis poecilinotus (Cabanis, 1847)
  - Willisornis vidua (Hellmayr, 1905)
- Genere Phlegopsis
  - Phlegopsis nigromaculata (d'Orbigny & Lafresnaye, 1837)
  - Phlegopsis erythroptera (Gould, 1855)
  - Phlegopsis borbae Hellmayr, 1907
- Genere Phaenostictus
  - Phaenostictus mcleannani (Lawrence, 1861)